# Dora Stock
Dora (Doris, Dorothea) Stock (Núremberg, 6 de marzo de 1760 – Berlín, 30 de marzo de 1832) fue una pintora alemana de los siglos XVIII y XIX especializada en retratos. Era el centro de una casa muy cultivada a la que se invitaba a una gran cantidad de artistas, músicos y escritores; y sus amigos y conocidos incluían algunas de las figuras más eminentes de su época, como Goethe, Schiller y Mozart. 

## Biografía

### Infancia
Hija de un grabador de cobre llamado Johann Michael Stock (1737–1773) que se había casado en 1756 con una viuda cinco años mayor que él, Maria Helen Endner, de soltera Schwabe (1733-1782), y que tenía un hijo, Georg Gustav, de su matrimonio anterior. Dora fue la primera de dos hijas supervivientes nacidas de este matrimonio; dos años después nació su hermana menor, Anna Maria Jakobina, llamada Minna (11 de marzo de 1762 - 1843). 
Cuando Stock tenía cinco años, su padre se instaló en Leipzig como grabador e ilustrador para la imprenta y editorial Breitkopf, y su familia lo siguió a Leipzig unos meses más tarde. La familia Stock no estaba bien situada. Vivieron en las habitaciones del ático del edificio donde estaban las instalaciones de la imprenta de Breitkopf.  
Como era común para los niños de la época (especialmente las niñas) Dora no fue a la escuela; sin embargo, un ministro local le enseñó conocimientos básicos de lectura y aritmética, y su madre le enseñó música; había un modesto piano en su casa. La acaudalada familia Breitkopf también la invitaba frecuentemente a su hogar, donde jugaba con niños que recibían una educación más sustancial.

### Goethe
Desde que Dora tuvo seis años, visitó su casa con frecuencia Johann Wolfgang von Goethe, quien con el tiempo se convertiría en la figura preeminente de la literatura alemana, pero en ese momento era un joven de 16 años que estudiaba jurisprudencia en la universidad. Goethe se había inscrito con el padre de Dora para recibir clases de dibujo y grabado.
El joven Goethe enseñó a Dora teatro y dirigió actuaciones domésticas en las que Dora participó. En general, sin embargo, su presencia en la casa de los Stock fue perturbadora y molesta. En un episodio típico, durante la Navidad, Goethe indujo al perro de la familia a comerse el dulce Niño Jesús. Goethe también les pedía a Dora y Minna que hicieran de vigías cada vez que se entretenía con alguna compañía femenina, y (para preocupación de la familia) llevó al padre a beber en Auerbachs Keller, una escena más tarde inmortalizada en Fausto.
Goethe se volvió a encontrar con Dora y Minna de adultas varias veces, en años posteriores, y mantuvo amistad con ellas. Sin embargo, Stock nunca pintó su retrato.

### Formación
El adolescente Goethe había ofrecido consejos al padre de Dora sobre cómo criar a sus hijas: "[formarlas] en nada más que el arte de la limpieza, que sean buenas cocineras, eso será lo mejor para sus futuros esposos". Sin embargo, su padre no tenía tales intenciones, y Dora aprendió con fruición las artes del dibujo y el grabado en su banco de trabajo; era evidentemente su alumna estrella. Más tarde, Dora estudió con Adam Friedrich Oeser y (quizás) Anton Graff, ambos pintores. Después de la muerte de su padre en 1773, Dora pudo ayudar a mantener a flote a la familia, junto con su hermanastro mayor, continuando la relación comercial de la familia con Breitkopf.

### Vida amorosa
En los últimos años de la adolescencia, tuvo dos pretendientes, a los cuales rechazó. En 1780, a los 20 años, se comprometió con un joven de 16 años, el futuro escritor Ludwig Ferdinand Huber. Como Huber no tenía medios para mantener a una familia, el compromiso fue muy largo. En 1788, Huber obtuvo a un puesto diplomático en Maguncia; pero este empleo, en lugar de hacer posible el matrimonio, llevó a su cancelación: Huber se embarcó en una relación con Therese Forster, la esposa abandonada de Georg Forster, relación de la que Stock no tuvo noticia hasta 1792. Después de este evento, que Siegel caracteriza como devastador, Dora no hizo más planes para casarse y permaneció soltera para el resto de su vida.

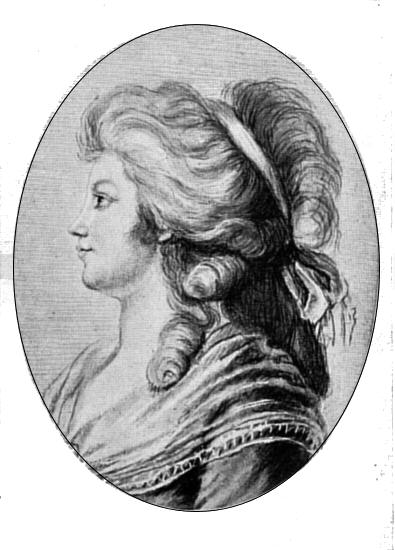
Minna Körner, retratada por su hermana Dora. En el Körnermuseum de Dresde.

### Los Stock y los Körners
A lo largo de su vida, Dora estuvo muy cerca de su hermana menor, Minna. Minna se comprometió con Christian Gottfried Körner poco después de que él terminara su carrera universitaria. Minna y Körner no pudieron casarse debido a las extenuantes objeciones del acaudalado padre de Körner, que no podía soportar la idea de que su hijo Gottfried se casara con una "tendera".
En 1785 murió el padre de Körner, dejando a su hijo una herencia sustancial. Esto hizo posible que Gottfried y Minna se casaran. Lo hicieron el 7 de agosto y se mudaron a Dresde, donde Körner había asumido anteriormente un cargo legal de menor rango (aunque finalmente ascendería a un rango superior, consejero consistorial ). Después de su luna de miel, Dora se mudó con ellos, ocupando un pequeño dormitorio y colocando su aparato de pintura en la sala de estar común.
 

Gottfried, Minna y Dora pronto convirtieron su hogar en un importante centro cultural. Robert Riggs escribe: 

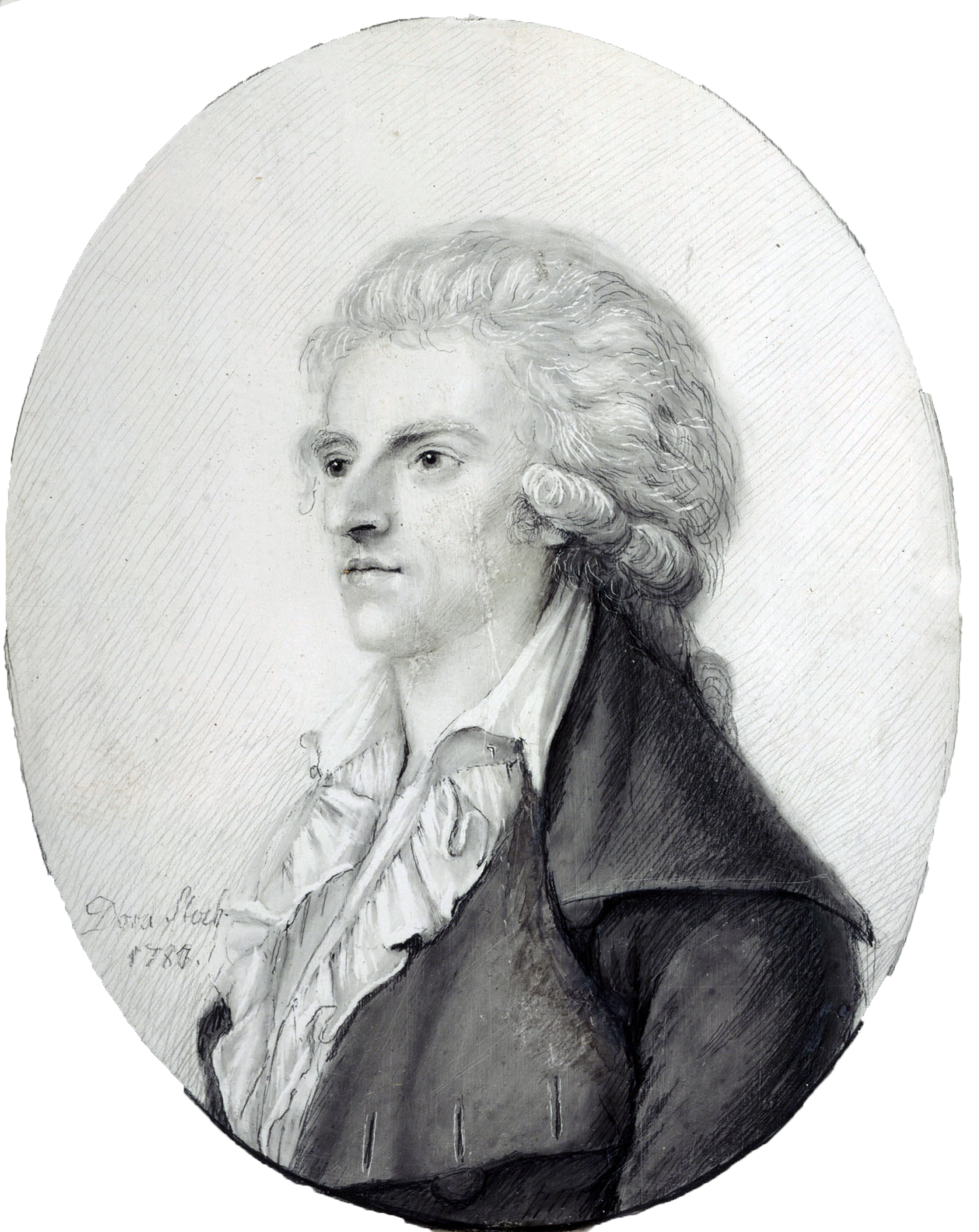
Retrato de Friedrich Schiller pintado por Stock en 1787

 La casa de los Körner en Dresde... se convirtió en un salón literario y musical. Se leían obras de teatro y ensayos; se interpretaban Singspiele y música de cámara; y se daban conferencias sobre arte. Entre los invitados y participantes se encontraban Johann Gottfried von Herder, Goethe, Wilhelm von Humboldt, los hermanos Schlegel, Ludwig Tieck, Novalis y los músicos Johann Naumann, Johann Hiller, Karl Zelter, Mozart y Weber. 
 Los Körner tuvieron dos hijos que sobrevivieron pasada la infancia. Ambos tuvieron vidas cortas pero de alto rendimiento: Emma Körner (1788-1815), que llegó a ser una pintora experta, y Theodor Körner (1791-1813), que se convirtió en un reconocido soldado-poeta. Dora ayudó a criar y educar a ambos niños, y pintó retratos de ellos.

### Relación con Schiller
A partir de 1784, Dora, Huber, Minna y Körner se hicieron amigos del poeta Friedrich Schiller. La amistad comenzó con una idea de Dora, enviandole un paquete anónimo de obsequios simbólicos (la contribución de Dora fue un retrato en miniatura de cada uno de los cuatro). Este gesto alentó en gran medida a Schiller, y le levantó el ánimo en una fase inicial difícil de su carrera. En 1785 visitó al grupo y pasó con ellos las vacaciones en Loschwitz, una aldea rural a las afueras de Dresde, y finalmente vivió durante dos años en la casa de los Körner y siguió siendo su amigo toda la vida. Dora realizó tres retratos de Schiller. 
En la casa de los Körner, Gottfried había construido un pequeño teatro para producciones teatrales familiares, que según Siegel eran lo suficientemente buenas para atraer a gente profesional del teatro a la audiencia. Como Schiller era un amigo cercano, este teatro sirvió como escenario para los estrenos (privados) de varias de sus obras aún no publicadas; Siegel señala que Theodor Körner fue el primero en interpretar el papel de Guillermo Tell, y Stock misma fue la primera Juana de Arco (en La Doncella de Orleans). Stock también hizo de "directora, directora de escena y entrenadora de niños"

### Vida artística
El arte de Dora Stock consistía casi enteramente en retratos. La biógrafa de Stock, Linda Siegel, describe y evalúa estas pinturas en detalle; en resumen, las juzga como obras profundamente reflexivas, notables por su honestidad y realismo y no siempre halagadoras para sus retratados. Un crítico anónimo del libro de Siegel dice de Stock que "retrocedió ante la vanidad o la exageración, valores que son evidentes en sus retratos extremadamente competentes y brutalmente honestos".

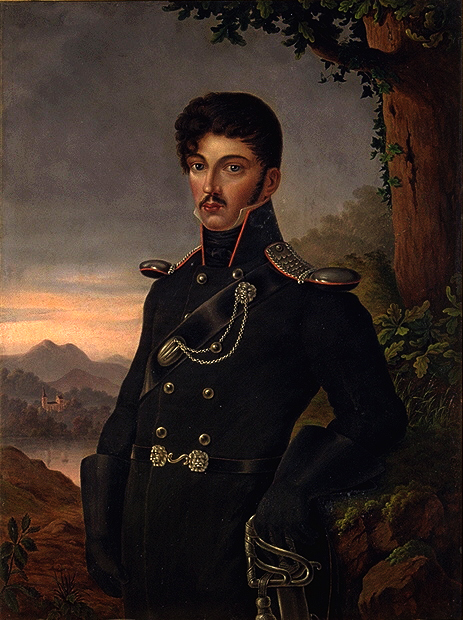
El retrato póstumo de su sobrino Theodor Körner pintado por Stock en 1815. Se le muestra con su uniforme de Freikorps, de pie bajo un roble.

Tres fueron los medios favoritos de Stock en su trabajo: pasteles, óleos y la punta de plata. Era una copista talentosa y, según Siegel, "no podía mantener al día el número de solicitudes de copias de obras en la Galería de pinturas de Dresde".
Fue miembro de la Escuela Superior de Bellas Artes de Dresde; su obra fue exhibida allí cinco veces durante los años 1800-1813.

### Últimos años
Los años 1813-1815 fueron difíciles y trágicos para Stock. Dresde estaba sumida en el caos en las etapas finales de las guerras napoleónicas, con las casas (incluida la casa de los Körner) ocupadas por soldados franceses y un gran número de muertes de civiles. El sobrino de Stock, Theodor, que servía como voluntario en los Freikorps para luchar contra Napoleón, murió en acción (1813); y su sobrina Emma murió tras una breve enfermedad dos años más tarde, dejando a los Körner sin hijos. Stock, que había sido como una segunda madre para los hijos de su hermana, estaba tan devastada como Minna y Gottfried. Finalmente, Gottfried entró en conflicto con Frederick Augustus, el gobernante de Sajonia, y perdió su trabajo.
En 1815, los tres se mudaron a Berlín, donde Gottfried había encontrado un puesto como funcionario público, y allí pasó el resto de su vida. Stock dejó de pintar o dibujar después de aproximadamente 1821, debido a una enfermedad. 

## El retrato de Mozart
Probablemente el más famoso de todos los retratos de Stock es su representación de Wolfgang Amadeus Mozart. Este puede ser el último retrato de Mozart hecho en vida, y se reproduce con regularidad. 

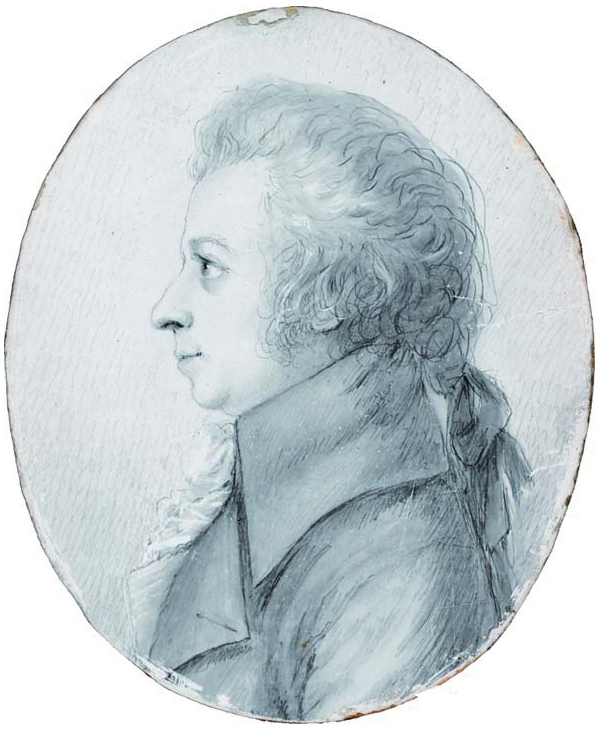
El retrato de Mozart de Dora Stock en 1789

En abril de 1789, cuando realizó este retrato, Dora Stock vivía en Dresde con Minna y Gottfried, imaginándose todavía comprometida con el distante Huber. En esta época, Mozart pasó por la ciudad, dando conciertos, como parte del viaje de Berlín que hizo durante la primavera de 1789. El 16 o el 17 de abril de 1789, Mozart realizó una visita social a la casa de Körner. Stock aprovechó la ocasión para dibujar un retrato de Mozart en punta de plata sobre tabla de marfil, que se muestra aquí. El retrato es bastante pequeño: 7,6 por 6,0 centímetros.
Aparentemente, la punta de plata no se practicaba demasiado; Dora pudo haber aprendido el oficio de su padre.

### Historia del retrato
Albi Rosenthal, el antiguo propietario del retrato, indica que fue guardado por Friedrich Körner (a quien no identifica) durante unos 50 años después de su realización. La historia posterior la proporciona el periódico alemán Die Welt: "la imagen pasó de los Körners al director Carl Eckert; más tarde lo poseyó Henri Hinrichsen, el dueño de la editorial musical C.F. Peters de Leipzig. Fue asesinado en Auschwitz en 1942. Sus herederos le dieron la obra a la familia Rosenthal en agradecimiento por su ayuda".
Albi Rosenthal murió en 2004. A finales de 2005, sus herederos vendieron la imagen al Mozarteum en Salzburgo por 250.000 libras esterlinas. Al ser muy frágil, se guarda en las bóvedas protectoras del museo; solo se exhibe una réplica.

### Anécdota de Mozart y Stock
Mucho después de su muerte, Gustav Parthey publicó un libro llamado Jugenderinnerungen ("Recuerdos de la juventud", 1871). En él relata una historia sobre la visita de Mozart que Dora Stock le había contado en vida: 
 El propio Mozart, durante su corta estancia en Dresde, visitaba casi a diario la casa de los Körners. Estaba enardecido por la encantadora e ingeniosa Doris, y con su vivacidad del sur de Alemania le hizo los cumplidos más ingenuos. Generalmente venía poco antes de la cena y, después de verter un torrente de frases galantes, se sentaba a improvisar en el piano. Mientras tanto, en la habitación de al lado, se ponía la mesa y se servía la sopa, y finalmente el criado anunciaba que la cena estaba servida. ¡Pero quién podría arrancarse del lado del piano cuando Mozart estaba improvisando! La sopa se dejó enfriar y el asado se quemó, simplemente para poder seguir escuchando el sonido mágico que el maestro conjuraba, completamente absorto en lo que hacía y sin darse cuenta del resto del mundo. Sin embargo, uno finalmente se cansa incluso de los más altos placeres cuando el estómago da a conocer sus demandas. Después de que la sopa se enfriara varias veces mientras Mozart tocaba, fue levemente reprendido. "Mozart", dijo Doris, apoyando suavemente su brazo, blanco como la nieve, en su hombro, "Mozart, vamos a cenar, ¿quieres comer con nosotros?" Pero fue precisamente Mozart el que nunca vino; siguió tocando sin ser molestado. Así que a menudo teníamos el más raro acompañamiento musical mozartiano para nuestra comida, concluyó Doris su narración, y cuando nos levantábamos de la mesa lo encontrábamos todavía sentado al teclado. 
 Deutsch señala que la anécdota probablemente exagera la cantidad de veces que Mozart visitó la casa de los Körner. La casa estaba en la calle de Dresde ahora llamada Körnergasse.